# Serpa (fromage)
Pour la localité, voir Serpa.
Le serpa, ou queijo serpa en portugais, est un fromage portugais, à base de lait de brebis, fabriqué principalement dans le district de Beja, ancienne province du Bas Alentejo à environ 200 km au sud-est de Lisbonne.
Depuis 1996, la dénomination Queijo Serpa est protégée par le label de qualité européen Appellation d'origine protégée DOP en portugais DOP.

## Obtention
Son mode de fabrication artisanal remonte à des temps immémoriaux.
Il est obtenu par égouttage lent du caillé, après coagulation du  lait cru de brebis, sous l'action d'une infusion de Cardon (Cynara cardunculus, L .) provenant de la région de production.

## Description
C'est un fromage au lait de brebis  à pâte molle à croûte lavée régulièrement badigeonnée pendant l'affinage d'huile d'olive teintée de paprika doux, ce qui lui donne une couleur brique caractéristique. Ce fromage est seulement produit de février à juin et demande un affinage de deux ans. Le serpa a une pâte ferme parsemée de petits trous, au goût fort et piquant, ce qui en fait un des plus étonnants fromages portugais.

## Aire de production
Elle comprend les communes de Mértola, Beja, Castro Verde, Almodovar, Cuba, Ourique, Moura, Serpa, Vidigueira, Aljustrel, Ferreira do Alentejo et Alvito ; ainsi que les
freguesias de Colos et Vale de Santiago de la commune d'Odemira, les freguesias de
S. Domingos (pt), Alvalade et Abela de la commune de Santiago do Cacém, la freguesia
d'Azinheira dos Barros (pt) de la commune de Grândola et la freguesia de Torrão de la commune d'Alcácer do Sal.

## Sources
Site de la Commission européenne